# Soldat (dokumentarfilm)
|  | Denne artikel er oprettet af botten Steenthbot ud fra en ekstern database. Den kan derfor have sproglige fejl eller mangler. Denne skabelon kan fjernes efter kontrol af indholdet. |

Soldat er en dansk dokumentarfilm fra 1969 instrueret af Kai Reinhardt og efter manuskript af Ingolf Boisen.

## Handling
Skildring af dagliglivet i hæren 1968, delvis optaget på Cypern, set med en menig soldats øjne.